# Stallkanalen
59°19′37.67″N 18°4′7.07″Ø / 59.3271306°N 18.0686306°Ø
Stallkanalen er den sydlige gren af Norrström som ligger mellemn Slottskajen i Gamla Stan og Helgeandsholmen i Stockholm.
Stallkanalen krydses af  Stallbron og Norrbro og desuden er der  under Stallbron en gangtunnel, den såkaldte  rännarbanan som forbinder riksdagshuset med Kanslihuset på Gamla Stan-siden.
Vandgennemstrømningen gennem Stallkanalen er normalt kraftigt begrænset af en barriere vest for Stallbron, og derfor opfattes den mere som en kanal end som et vandløb. 

## Eksterne kilder og henvisninger
- Wikimedia Commons har flere filer relateret til Stallkanalen
- Stockholms stads officiella karta
- Stockholms fiskeförening om avstängningen av kanalen Arkiveret 9. januar 2013 hos  Wayback Machine
- Historik över stallkanalen och dess barriär